# خوليو بليغويزويلو
خوليو بليغويزويلو (بالإسبانية: Julio Pleguezuelo) (26 يناير 1997 بميورقة في إسبانيا - ) هو لاعب كرة قدم إسباني في مركز قلب الدفاع. لعب مع ريال مايوركا ونادي أرسنال ونادي برشلونة.

## روابط خارجية
- خوليو بليغويزويلو على موقع الاتحاد الأوربي (الإنجليزية)
- خوليو بليغويزويلو على موقع قاعدة بيانات كرة القدم.إي يو (الإنجليزية)
- خوليو بليغويزويلو على موقع Soccerway.com (الإنجليزية)
- خوليو بليغويزويلو على موقع عالم كرة القدم.نت (الإنجليزية)
- خوليو بليغويزويلو على موقع AS.com (الإسبانية)